# Barbara Balzerani
Barbara Balzerani, née le 16 janvier 1949 à Colleferro (Latium) et morte à Rome (Latium) le 4 mars 2024, est une terroriste, écrivaine italienne, militante politique, ancienne membre des Brigades rouges, arrêtée en 1985 et d’abord condamnée à la réclusion à perpétuité. Elle a été libérée, après avoir purgé sa peine (selon les prescriptions de la loi Gozzini), en 2011.

## Biographie

### Origines et formation
Barbara Balzerani naît le 16 janvier 1949 à Colleferro, une cité ouvrière située au Sud-est de Rome et construite autour d’un complexe industriel comprenant une usine spécialisée dans la production d’explosifs (la société Bombrini Parodi Delfino : BPD) et une cimenterie (« Calce e Cementi di Segni » rachetée en 1972 par Italcementi). Sa mère est ouvrière d’usine et son père camionneur. Petite dernière des cinq enfants de cette famille pauvre, elle est la seule à pouvoir faire des études. Elle quitte Colleferro pour s’installer à Rome en 1968 et poursuivre ses études à l’université. Elle obtient une « Laurea » en philosophie en 1974 (l’équivalent d’un master). Plus tard, en prison, elle obtiendra une « Laurea » en anthropologie.
Elle rencontre Antonio Marini avec lequel elle se marie. Le couple se sépare assez vite. Après ses études, elle travaille dans une école spécialisée pour jeunes enfants handicapés, le « Nid vert », comme éducatrice socio-pédagogique. L’école passant sous la responsabilité de la commune en 1976, elle y reste employée jusqu’à son entrée dans la clandestinité.

### Engagement politique et Brigades rouges
En arrivant à Rome en 1968, Barbara Balzerani s’engage dans le mouvement étudiant et ouvrier, adhère à l’organisation révolutionnaire Potere Operaio (« Pouvoir ouvrier »), et participe au collectif de quartier des « Tiburtaros », ainsi nommé en référence à Tiburtino III, un quartier populaire de l’Est de Rome, et par allusion aux Tupamaros uruguayens. Après un mouvement populaire d’occupation des logements sociaux durant l’été 1973, elle prend part, en septembre 1974, aux violents affrontements entre les occupants et la police chargée de les expulser, connus sous le nom de « bataille de San Basilio », et durant lesquels Fabrizzio Ceruso, 19 ans, est tué par les tirs de la police.
Elle rejoint la colonne romaine des Brigades rouges en 1975 et y prend des responsabilités politiques et organisationnelles sous le pseudonyme de « Sara ». À partir de ce moment, son histoire politique se confond avec l’histoire des Brigades rouges. Elle est une des rares femmes à avoir fait partie de la « Direction stratégique » des Brigades rouges et la seule avec Mara (Margherita) Cagol à avoir été membre du « Comité exécutif ».
Entre autres actions multiples, elle est membre du commando, dirigé par Mario Moretti, qui enlève le président de la Démocratie-Chrétienne Aldo Moro, le 16 mars 1978. Au carrefour de la rue Fani et de la rue Stresa, sa mission consistait à bloquer la circulation des voitures et à empêcher le passage des piétons dans la rue Fani. À la suite de quoi, Barbara Balzerani passe dans la clandestinité.
Après l’arrestation de Mario Moretti le 4 avril 1981, elle occupe une place de dirigeante dans les Br, particulièrement dans la colonne romaine, et tente de gérer les multiples crises et scissions qui les traversent. Entre autres en décembre 1981 a lieu la scission entre l’aile militariste des Br qui forme les Br-Partito della guerilla (Br-Parti de la guérilla) que va diriger Giovanni Senzani et « les Br-pour la construction du Parti Communiste Combattant » (Br-PCC) dont elle devient une dirigeante clé.
En tant que membre de l’exécutif des Brigades rouges, elle organise l’enlèvement du commandant de l’OTAN dans le sud de l’Europe, le généra américain James Lee Dozier, enlevé à Vérone le 17 décembre 1981 et libéré par un commando policier à Padoue le 28 janvier 1982.

### Arrestation, condamnation et emprisonnement
Barbara Balzerani est arrêtée par les carabiniers le 19 juin 1985, via Diego Simonetti, à Ostia. Inculpée dans divers procès, elle est condamnée à plusieurs peines de prison à vie ( « ergastolo », « Fine di pena, mai » fin de peine, jamais.) qui se transforment, à la suite de l’extension de la loi Gozzini à tous les prisonniers, en 26 ans de prison. Elle est principalement incarcérée dans la prison spéciale pour femmes de Rebibbia à Rome.
Elle ne s’est jamais ni « repentie » (statut particulier dont bénéficie celle qui accepte de collaborer avec la magistrature et la police pour démanteler une organisation), ni « dissociée » (statut particulier dont bénéficie celle qui renie clairement ses positions politiques passées). En avril 1987, elle se rallie avec Prospero Gallinari à l’appel publié dans Il Manifesto par Pietro Bertolazzi, Maurizio Iannelli et Mario Moretti, critiquant fermement la « dissociation », lançant un appel à une « solution politique pour tous » et affirmant la nécessité d’une amnistie des anciens brigadistes. En septembre de la même année, elle confirme avec Moretti, Curcio et Gallinari la « fin de l’expérience armée » en cosignant une « Lettre ouverte » publiée dans Il manifesto. Enfin dans une interview accordée au journaliste de la RAI Ennio Remondino, en compagnie de Mario Moretti et Renato Curcio, elle reconnaît avec eux « la défaite » des Brigades rouges et déclare l’abandon de « la lutte armée » compte tenu du contexte social et politique.
En juin 1995, elle obtient, conformément à l’article 21 de la loi pénitentiaire italienne, la permission de « lavoro esterno », de travail à l’extérieur. Il ne s’agit pas d’une alternative à la détention mais d’une mesure concédée par le directeur de l’établissement pénitentiaire en vue d’une possible réinsertion future, la condamnée à la perpétuité ayant purgé 10 ans de sa peine. Elle est autorisée à quitter la prison à 7 heures, pour travailler dans une coopérative sociale, et tenue de rentrer à la prison de Rebibbia à 21 heures.
Le 12 décembre 2006, le tribunal de surveillance la place en liberté conditionnelle pour 5 ans, avec interdiction de quitter sa commune de résidence (Rome) et obligation de passer les nuits à son domicile. L’article 176 du code pénal italien précise bien que la liberté conditionnelle est, pour tout détenu, une mesure permettant de finir sa peine en dehors de la prison, en liberté surveillée. Cependant le parquet général de la Cour de cassation demande aux juges de la première section pénale d’annuler la décision du tribunal de surveillance de Rome et de la remettre sans délai en prison. Finalement la cour de cassation valide la décision du tribunal de surveillance.
En 2011, comme le prévoit la loi Gozzini, elle est libérée à l’extinction de sa peine, après 26 ans de détention et se consacre depuis à la littérature.
Barbara Balzerani meurt à Rome le 4 mars 2024 à l’âge de 75 ans.

## Œuvre
En prison, Barbara Balzerani écrit son premier livre, Compagna luna. L’ouvrage est publié aux éditions Feltrinelli en 1998. Compagna luna, récit d’une expérience politique à la fois personnelle et collective replacée dans le contexte de l’Italie des années 60 à 80, est un succès de librairie et reçoit un bon accueil des critiques. Mais ce roman autobiographique soulève des polémiques et déclenche l’ire d’Antonio Tabucchi, auteur célèbre et éditorialiste au Corriere della sera dans lequel il publie le 5 juillet 1998 un article cinglant, plaçant l’éditeur devant une alternative : « o pubblicate me, o pubblicate lei », soit vous publiez mes livres, soit vous publiez les siens. Le second livre de Balzerani est refusé par l’éditeur. Partant, en Italie, ses rééditions, — comme l’édition de ses œuvres suivantes —, seront assurées par « une petite maison d’édition, Derive Approdi ».
Sur l’ensemble de son œuvre, deux ouvrages sont à ce jour traduits en français : Camarade lune (Compagna luna) et Laisse la mer entrer (Lascia che il mare entri) qui porte une empreinte autobiographique sans s’y restreindre, en revenant sur les parcours de trois femmes (son arrière-grand-mère, sa mère et elle-même) dans l’Italie du XXe siècle.
Son œuvre littéraire a fait l’objet d’une étude de Marie Thirion publiée par Les Cahiers d’études italiennes en 2021 et intitulée « Autobiographie de la recomposition : esthétique d’une écriture conflictuelle dans l’œuvre de Barbara Balzerani. ». L’universitaire conclut que dans cette œuvre « (…) l’écriture apparaît donc comme un instrument de recomposition du miroir brisé, métaphore de la vie de l’auteure, mais aussi de l’histoire d’un siècle, des raisons de la conflictualité politique. Loin du soliloque, les textes de Balzerani, faits de « parole sporcate di vita vissuta », prennent à leur tour la forme d’un miroir tendu au lecteur qui ne peut qu’interroger son propre être au monde et les raisons des lacérations conflictuelles de ce monde. ».

## Publications

### Œuvres traduites en français
- Camarade lune : Traduit de l'italien par Monique Baccelli ; Éd. Cambourakis ; 2017 ;  (ISBN 978-2-36624-281-2). (2019 pour l’édition de poche).
- Laisse la mer entrer : Traduit de l’italien par Laura Brignon ; Éd. Cambourakis ; 2020 ;  (ISBN 978-2-36624-488-5). (2021 pour l’édition de poche).

### Œuvres
- Compagna luna : Feltrinell ; Milan, 1998. Rééd. : DeriveApprodi ; Rome, 2013.  (ISBN 978-88-6548-061-8)
- La sirena delle cinque : Santa Croce sull'Arno-Milano, Il Grandevetro-Jaca Book, 2003. Rééd. :  DeriveApprodi ; Rome, 2015.  (ISBN 978-88-6548-119-6)
- Perché io, perché non tu : DeriveApprodi ; Rome, 2009.  (ISBN 978-88-89969-72-4)
- Cronaca di un’attesa : DeriveApprodi ; Rome, 2011.  (ISBN 978-88-6548-029-8)
- Lascia che il mare entri : DeriveApprodi ; Rome, 2014 ;  (ISBN 978-88-6548-087-8)
- L’ho sempre Saputo : DeriveApprodi ; Rome, 2017 ;  (ISBN 978-88-6548-208-7)
- Lettera a moi padre : DeriveApprodi ; Rome, 2020 ;  (ISBN 978-88-6548-328-2)
- Respiro : DeriveApprodi ; Bologne, 2023 ;  (ISBN 978-88-6548-466-1)